# Ematurga amitaria
Ematurga amitaria är en fjärilsart som beskrevs av Achille Guenée 1858. Ematurga amitaria ingår i släktet Ematurga och familjen mätare. Inga underarter finns listade i Catalogue of Life.